# Козельский уезд
Козе́льский уе́зд — административно-территориальная единица в составе Московской и Калужской губерний, существовавшая с XVI века до 1927 года. Уездный город — Козельск.

Калужское наместничество. Козельский и Жиздринский уезды.

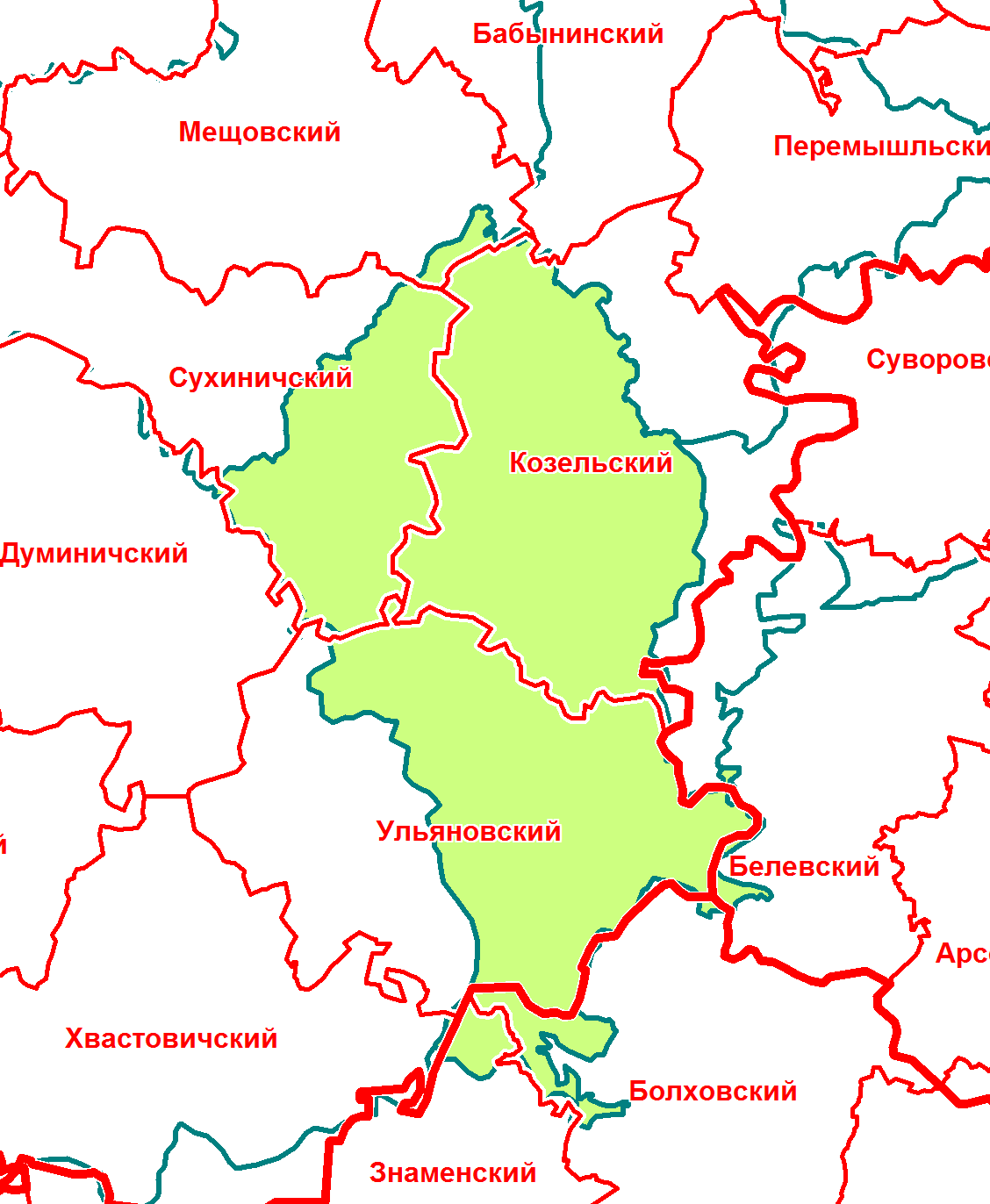
Козельский уезд в современной сетке районов

## География
Уезд располагался на юге Калужской губернии, граничил с Орловской и Тульской губерниями. Площадь уезда составляла в 1897 году 2 344,6 вёрст² (2 668 км²), в 1926 году — 2 814 км².

## История
Козельский уезд образован в XVI веке и включал в себя восточную (большую) часть территории бывшего Козельского княжества.
В 1570 вошёл в опричнину, все крупные землевладения были конфискованы в царскую казну. Земли вновь розданы помещикам в 1610—1626 годах, за исключением южной части уезда, где была образована дворцовая Дудинская волость.
В XVII веке делился на станы Подгородный, Серенский, Людемский, Луганский, и Дудинскую дворцовую волость. Это соответствует нынешним Козельскому и Ульяновскому районам и части Бабынинского, Сухиничского, Думиничского, Хвастовичского и Жиздринского районов (Калужская область). По переписи 1678 года числилось 5428 дворов, в том числе 1547 — в дворцовых сёлах и деревнях. Численность населения — более 50 тысяч человек.
Юридически Козельский уезд был оформлен в 1708 году в ходе административной реформы Петра I, когда он был отнесён к Московской губернии.
В XVIII веке Козельский уезд делился на станы:
- Подгородный-Велинский
- Подгородный-Залесский (Дудинский)
- Подгородный-Жиздренский
- Подгородный-Рысенский
- Серенский
- Людемский
- Луганский.

В 1719 году при разделении губерний на провинции Козельский уезд был отнесён к Калужской провинции Московской губернии. В Калужской провинции Козельский уезд был крупнейшим из уездов — по ревизии 1763 года в нём насчитывалось 59 918 душ мужского пола.
В 1776 году Козельский уезд вошёл в состав Калужского наместничества, которое в 1796 году было преобразовано в Калужскую губернию. При этом его территория уменьшилась — южная часть передана вновь образованному Жиздринскому уезду, северная — Перемышльскому. Площадь по межеванию 1782 года — 226 991 десятин. Население по ревизии 1782 года — 40 978 м.п. и 39 646 ж.п., всего 80 624 человека.
По 10-й ревизии 1858 года в Козельском уезде было 297 населённых мест, 9267 дворов, 83 436 жителей.
Постановлением Президиума ВЦИК от 13 февраля 1924 года в состав Козельского уезда включены Курыничская и Озерская волости Перемышльского уезда. Одновременно было произведено укрупнение и образование 9 волостей: Вейнская, Вязовская, Дешовская, Ивановская, Каменская, Перестяжская, Подборская, Сухиничская, Ягодная.
Постановлением Президиума ВЦИК от 11 июля и 10 октября 1927 года Козельский, Мещовский, Мосальский, Медынский, Тарусский, Юхновский уезды были упразднены. Территория бывшего Козельского уезда была включена в состав Сухиничского уезда за исключением Подборской волости, присоединённой к Калужскому уезду.
В результате административной реформы 1929 года территория бывшего Козельского уезда вошла в состав Козельского, Ульяновского и Сухиничского районов Западной области.

## Административное деление
В 1890 году в состав уезда входило 20 волостей
| № п/п | Волость             | Волостное правление | Число селений | Население |
| ----- | ------------------- | ------------------- | ------------- | --------- |
| 1     | Бетовская           | с. Бетово           | 19            | 6340      |
| 2     | Бурнашевская        | с. Бурнашево        | 14            | 3289      |
| 3     | Волосово-Дудинская  | с. Волосово         | 14            | 6230      |
| 4     | Волосово-Звегинская | д. Хряпкино         | 9             | 3471      |
| 5     | Веинская            | с. Вейно            | 7             | 6302      |
| 6     | Губинская           | с. Губино           | 17            | 4702      |
| 7     | Дешовская           | с. Дешовка          | 12            | 5925      |
| 8     | Дудинская           | с. Дудино           | 11            | 6545      |
| 9     | Каменская           | с. Каменка          | 21            | 7336      |
| 10    | Касьяновская        | с. Касьяново        | 13            | 6462      |
| 11    | Колодезская         | с. Колодези         | 24            | 4893      |
| 12    | Коробинская         | с. Коробки          | 22            | 3502      |
| 13    | Костешевская        | с. Костешово        | 32            | 5898      |
| 14    | Меренищенская       | с. Меренищи         | 15            | 3347      |
| 15    | Перестряжская       | с. Перестряж        | 11            | 6308      |
| 16    | Прысковская         | с. Прыски           | 4             | 2236      |
| 17    | Стрелинская         | с. Стрельна         | 22            | 4288      |
| 18    | Уколицкая           | с. Уколица          | 5             | 6072      |
| 19    | Хотенская           | с. Хотень           | 8             | 4398      |
| 20    | Юрьевская           | с. Юрьево           | 11            | 2864      |

В 1913 году в уезде было также 20 волостей.
К 1926 году волостей стало 9:
- Вейнская,
- Вязовская,
- Дешовская,
- Ивановская,
- Каменевская,
- Перестряжская,
- Подборская,
- Сухиничская,
- Ягодная.

## Население
По данным переписи 1897 года в уезде проживало 124 436 чел. В том числе русские — 99,8 %. В уездном городе Козельске проживало 5617 человек, в заштатных Сухиничах — 5447 человек.
По итогам всесоюзной переписи населения 1926 года население уезда составило 157 482 человек, из них городское — 13 064 человек.
| Год  | Численность | Численность |
| ---- | ----------- | ----------- |
| 1851 | 99 253      | [ 5 ]       |
| 1859 | 98 161      | [ 6 ]       |
| 1870 | 102 425     | [ 7 ]       |
| 1881 | 117 774     | [ 8 ]       |
| 1895 | 140 545     | [ 9 ]       |
| 1897 | 124 436     |             |
| 1912 | 161 948     | [ 10 ]      |
| 1913 | 165 336     | [ 11 ]      |
| 1915 | 170 342     | [ 12 ]      |
| 1916 | 166 260     | [ 13 ]      |
| 1920 | 129 419     | [ 14 ]      |
| 1926 | 157 482     |             |

## Известные уроженцы
- Алёшин, Пётр Николаевич (1925—1989) — советский военнослужащий, участник Великой Отечественной войны, полный кавалер ордена Славы, разведчик 201-й отдельной разведывательной роты 311-й стрелковой дивизии. Родился в селе Волосово-Дудино.[15]
- Варганов, Василий Афанасьевич (1890—1974) — революционер, большевик, чекист, метростроитель. Военный комиссар Мариуполя, 7-й кавалерийской дивизии, Калужский губернский комиссар. Почётный гражданин города Козельска. Родился в деревне Филатовка, Костешевская волость.[16]
- Ермаков, Фрол Андреевич (1915—1943) — советский военнослужащий, участник Великой Отечественной войны, командир роты 1281-го стрелкового полка 60-й стрелковой дивизии, лейтенант. Герой Советского Союза. Родился в деревне Жуково.[17]
- Захаров, Григорий Алексеевич — русский советский скульптор.
- Мерзляков, Павел Степанович (1895—1990) — советский военачальник, генерал-майор. Родился в ныне упразднённой деревне Ожигово.[18]